# 酒泉黄耆
酒泉黄耆（学名：Astragalus jiuquanensis）是豆科黄芪属的植物，为中国的特有植物。分布在中国大陆的甘肃等地，生长于海拔3,000米的地区，见于山梁和戈壁滩上，目前尚未由人工引种栽培。